# Dim sum

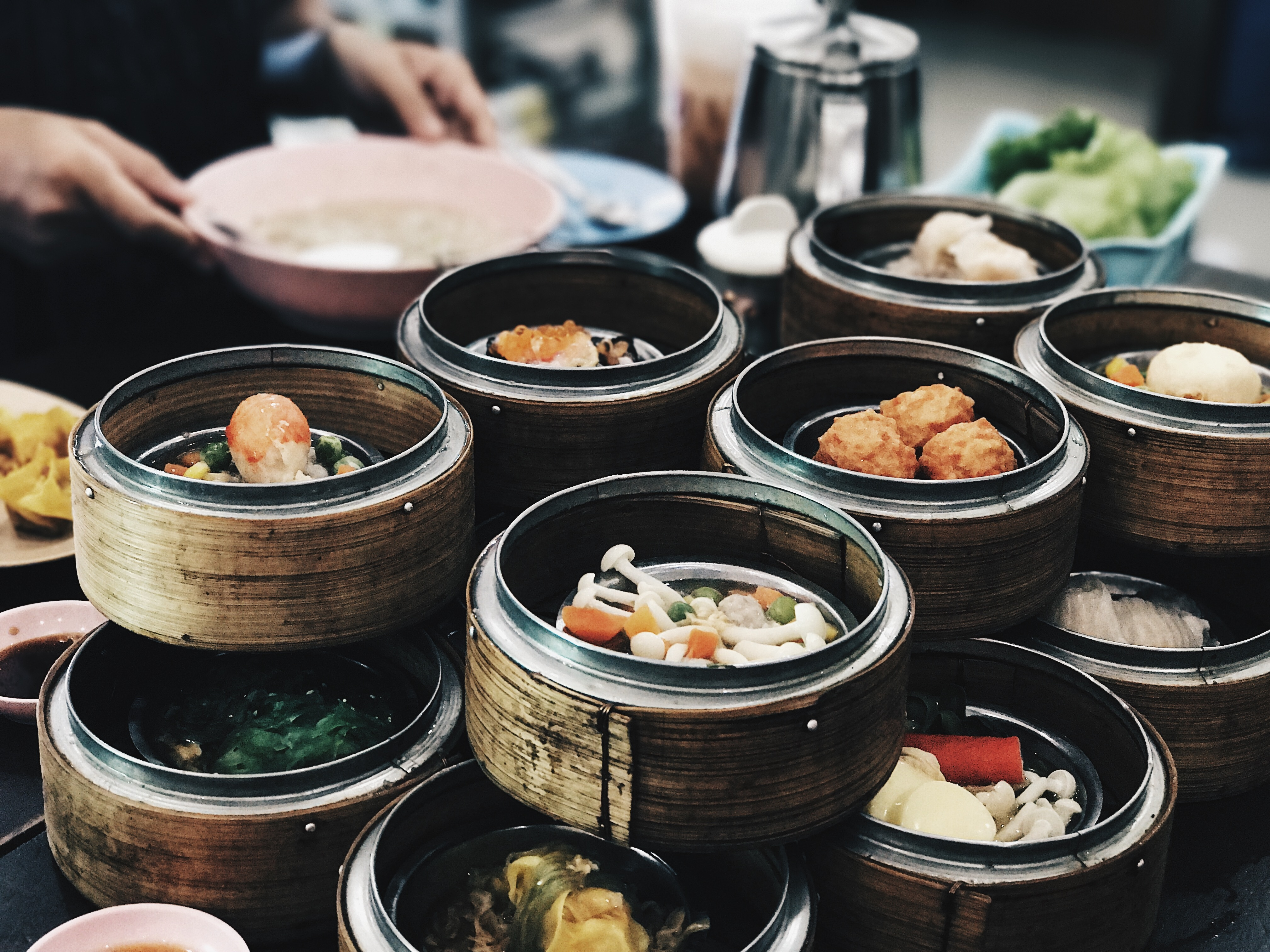
Tipica colazione dim sum a Hong Kong

Il dim sum (點心T, 点心S, pronuncia cantonese: [tiːm˧˥.sɐm˥]; in mandarino diǎnxīnP) è un tipo di cucina della Cina meridionale, che comprende una vasta gamma di piatti leggeri da servire insieme al tè cinese.
Yum cha (letteralmente: bere il tè) è il termine usato per descrivere l'intera esperienza del pranzo, specie in cantonese moderno. Solitamente è servita al mattino, sino a mezzogiorno, nei ristoranti cinesi e in rivendite specializzate in dim sum, dove sono disponibili durante l'intera giornata. I piatti sono formati da piccole porzioni e possono includere carne, pesce e verdure, oltre a dessert e frutta, tipicamente serviti in un cestino o in un piattino.

## Storia
Il dim sum è di solito collegato con l'antica tradizione dello yum cha (bere il tè), che ha radici nei viaggiatori dell'antica via della seta che avevano bisogno di un posto per riposarsi. Per soddisfare questa esigenza, furono aperte delle case da tè lungo il percorso. Gli agricoltori rurali, esausti dopo il lavoro duro nei campi, andavano a prendervi il tè, per rilassarsi al pomeriggio. Dapprima era considerato inappropriato abbinare il tè con il cibo, credendo che ciò portasse a un aumento di peso; in seguito si scoprì che il tè poteva aiutare la digestione, così le case da tè iniziarono a vendere anche spuntini vari.
La singolare arte gastronomica del dim sum si è originata con i cantonesi nella Cina meridionale, i quali nei secoli trasformarono il yum cha da un pasto rilassante ad una vivace e festosa esperienza. Ad Hong Kong e nella provincia di Guangdong, molti ristoranti cinesi iniziano a servire dim sum dalle cinque di mattina. I ristoranti specializzati di solito servono dim sum fino a metà pomeriggio e altri piatti della cucina cantonese alla sera; inoltre, vari articoli dim sum sono venduti anche come cibo da asporto agli studenti e agli impiegati.
Nonostante il dim sum non fosse in origine un pasto principale ma soltanto uno spuntino tradizionale, oggi è un componente principale della cultura alimentare cinese, specie ad Hong Kong. Alcune famiglie cinesi amano acquistare dim sum in occasioni speciali, quali la festa della mamma o il capodanno cinese; oltretutto, i genitori portano i loro bambini a mangiare dim sum la domenica mattina per incontrare e salutare i nonni. Alcuni portano con sé dei giornali e commentano le notizie con i familiari, e per gli anziani è tradizione prendere dim sum dopo gli esercizi mattutini.

## Cucina
Il dim sum tradizionale include vari tipi di pietanze cotte al vapore quali cha siu baau, fagottini di carne e nidi di rondine, che contengono vari ingredienti come manzo, pollo, maiale, scampi, zampe di gallina e scelte vegetariane. Molti locali dim sum offrono anche piatti di verdure al vapore, carni arrosto, porridge e altre zuppe e dessert; molti ristoranti offrono il loro egg tart.
I metodi di cottura del dim sum sono, tra gli altri, la cottura al vapore e la frittura. Viste le piccole porzioni, i commensali possono assaggiare una gran varietà di cibi, ordinati da un menu o talvolta scelti da un carrello portato dai camerieri.

## Critiche
I nutrizionisti hanno criticato l'eccesso di grassi saturi e sodio in alcuni piatti dim sum, e raccomandano di abbinarli a verdure bollite e di usare meno salse.